# Praeaphanostoma sizilianum
Praeaphanostoma sizilianum är en plattmaskart som först beskrevs av Riedl 1954.  Praeaphanostoma sizilianum ingår i släktet Praeaphanostoma och familjen Isodiametridae. Inga underarter finns listade i Catalogue of Life.